# Sinfonía n.º 5 (Miaskovski)

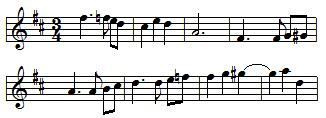
Primer tema de la quinta sinfonía de Miaskowski.

La Sinfonía n.º 5 en Re mayor, Op. 18, de Nikolái Miaskovski, es, frente a su cuarta sinfonía, que refleja la tensión de la guerra, una obra distendida. La quinta fue compuesta en 1918, si bien ya en obras anteriores se aprecian ciertas ideas temáticas que se comparten. 
Su comienzo es un Allegro amabile, apacible, con entonaciones pastorales, a las que responden motivos arcaizantes. En el conjunto del movimiento, es la transparencia la que predomina. El segundo movimiento, Lento quasi andante, encadena a una parte pensativa, sobre un fondo de trémolos de la cuerda, un vasto episodio fugato, cuya intensidad sonora, complejidad y dramatismo van en aumento. Por su parte, el tercer movimiento, scherzo, Allegro burlando, es danzarín y alegre, pero sin prisa, un poco pesado, está escrito sobre temas próximos a los koliadki (villancicos populares ucranianos). El final, Allegro riguroso e con brio, apela a un tematismo abundante, con una mayoría de motivos de carácter rítmico entre los que reaparece uno de temas del primer movimiento. Así, concluye la sinfonía con un final un tanto cerebral, que se amplía hasta convertirse en un grandioso fresco a imagen de los de Borodin y Glazunov.
La duración media de la obra completa es de alrededor de treinta y tres minutos.